# Aitor González
Aitor González Jiménez (Zumárraga, Guipúzcoa, 27 de febrero de 1975) es un exciclista español. Ganador de la Vuelta a España en 2002, consiguió además victorias de etapa en las tres grandes vueltas del ciclismo profesional: Giro de Italia (3 etapas: 2 en 2002 y 1 en 2003), Tour de Francia (1 etapa en 2004) y Vuelta a España (3 etapas en 2002), entre otros logros. 
Pertenecía a la banda de La Covatilla, un grupo de ciclistas profesionales españoles que compartían amistad y entrenamientos.

## Biografía
Aunque nació en el País Vasco, con 11 años se trasladó a vivir a la localidad alicantina de San Vicente del Raspeig.

### Kelme (1998-2002)
Debutó como profesional en el año 1998 con el equipo alicantino Kelme-Avianca. Su carrera deportiva fue poco a poco en progreso, logrando algunas victorias en 2000 y 2001.
2002 sería su gran año. En primavera, logró dos victorias de etapa en el Giro de Italia. En septiembre, su equipo (el Kelme) acudía con Óscar Sevilla como jefe de filas para ganar la clasificación general de la Vuelta a España 2002, después de que quedara segundo en 2001. Sin embargo, Aitor González rompió la estrategia del equipo en la lluviosa etapa con final en el temible Angliru, con 120.000 espectadores en las cunetas del puerto asturiano. El jefe de filas del Kelme y líder de la general en ese momento era Óscar Sevilla, con Aitor a apenas un segundo. El equipo Kelme llevaba controlada la carrera pero, en las duras rampas del Angliru, y cuando aún quedaban compañeros del equipo para dar los relevos en el grupo de favoritos, Aitor González decidió ir por libre y, haciendo caso omiso a las órdenes que le daba su atónito director Vicente Belda desde el coche (que le ordenaba que se mantuviera a rueda de Sevilla y Roberto Heras, pues en caso de que el albaceteño fallara ante el mayor rival para el Kelme, Roberto Heras del US Postal, Aitor mantenía las posibilidades de ganar la clasificación en la crono final de Madrid, mucho mejor para él que para Heras o Sevilla), puso un duro ritmo, rompiendo el grupo de favoritos y propiciando que el teórico jefe de filas Sevilla se descolgara. Sin embargo, Aitor González no logró la victoria en el Angliru, puesto que Heras, tras aprovechar la increíble colaboración de Aitor para distanciar a Sevilla, atacó y dejó también atrás a Beloki y a Aitor, por lo que coronó en solitario el Angliru, ganando la etapa (con 1:35 sobre Beloki, 2:16 sobre Aitor y 2:50 sobre Sevilla) y vistiéndose el maillot de líder de la Vuelta (con 35 segundos de renta en la general sobre Aitor, 1:08 sobre Sevilla y 1:57 sobre Beloki. Era un tiempo prácticamente irrecuperable en la contrarreloj final de Madrid para un escalador como Sevilla, pero no para Aitor. La actuación de Aitor en el Angliru fue duramente criticada por su director Vicente Belda y su compañero del Kelme Sevilla, provocando una tensa situación en el equipo. De hecho, el equipo forzó que Aitor entonara el mea culpa de manera pública, aceptando Sevilla las disculpas de cara a los medios, aunque el cisma entre ambos era ya irreconciliable. El hecho de que Aitor todavía terminara contrato a fin de año sin que tuviera aún equipo para la temporada siguiente incrementó además los rumores sobre su deliberada actitud al margen del equipo; no obstante, Belda aclaró que Aitor era el nuevo líder del Kelme de cara a la última semana de la Vuelta. Aitor denunció una campaña de desprestigio hacia él desde los medios de comunicación.
En la etapa con final en La Covatilla, dos días antes de la contrarreloj final, Heras apenas pudo arañarle unos segundos a Aitor (quien recibió la ayuda de Sevilla, al cumplir éste las órdenes de Belda de esperarle, y perdiendo así parte de su ventaja sobre Beloki de cara a la lucha por entrar en el podio), por lo que su desventaja era de apenas 1:12 de cara a una contrarreloj llana de 41 km.
En la última etapa de la Vuelta a España (la contrarreloj de Madrid, con meta en el Estadio Santiago Bernabéu), además de la etapa, logró ganar la clasificación general de la Vuelta a España 2002, subiendo con el maillot oro a lo más alto del podio de una carrera en la que había ganado además tres etapas. En la clasificación general final, Heras fue 2º (a 2:14, tras perder 3:22 en la crono), con Beloki 3º (a 3:11); su compañero de equipo Sevilla no pudo mantener los escasos 29 segundos de renta que tenía sobre Beloki tras sacrificarse en La Covatilla y sufrir numerosos percances mecánicos en la contrarreloj final, y finalizó 4º (a 3:26, es decir, a 15 segundos del podio)).
Al término de la Vuelta a España, el corredor manifestó su deseo de irse a otro equipo, en el que se sintiera más líder. Sus éxitos le valieron, a finales de 2002, un gran fichaje por el equipo italiano Fassa Bortolo.

### Fassa Bortolo (2003-2004)
Pese a los elevados objetivos marcados, su progresión se estancó en las filas del equipo italiano, posiblemente a causa de las lesiones. Aún sin llegar al nivel de la Vuelta a España 2002, en el equipo italiano logró de todas formas victorias prestigiosas, como una etapa en el Giro de Italia 2003, o una etapa en el Tour de Francia 2004, que fue la victoria número 100 de un corredor español la ronda gala. A finales de 2004, y de cara a la temporada 2005, fichó por el equipo vasco Euskaltel-Euskadi para un único año.

### Euskaltel-Euskadi (2005) y retirada
En las filas del conjunto vasco disputó el Giro de Italia que terminó abandonando pese a ello poco después ganó la Vuelta a Suiza (perteneciente al UCI Pro Tour en 2005, tras una exhibición en la etapa reina, que también ganó. Pero tras la Vuelta a España 2005, Aitor González, que se retiró pocos días antes de que concluyese la prueba, se vio involucrado en un presunto caso de dopaje al dar positivo por esteroides anabolizantes, que procedían de un complejo vitamínico (llamado Animal Pack) que había tomado. Tras ser sancionado con dos años de inhabilitación, González emprendió una lucha legal por demostrar su inocencia alegando que dicho complejo se lo había recetado un médico y que este no indicaba en su composición la presencia de esteroides; de hecho, el Animal Pack es un producto reconstituyente que cuenta con el visto bueno del Ministerio de Salud español. El corredor, en su lucha por demostrar su inocencia, facilitó una caja sin abrir de Animal Pack al departamento de Bioquímica de la Universidad de Extremadura, donde tras desprecintar el producto y analizar las 11 pastillas que contenía, dictaminaron que el producto estaba contaminado por anabolizantes, hecho que no figuraba en su composición, apoyando así la defensa del ciclista. La RFEC (Real Federación Española de Ciclismo) exculpó al ciclista el 12 de mayo de 2006 al aceptar las alegaciones y pruebas periciales aportadas. No obstante, la UCI apeló ante el TAS dicha decisión, y el corredor no pudo encontrar equipo (pese a ser absuelto por la RFEC y haber apalabrado con su último equipo, el Euskaltel-Euskadi, que en caso de demostrar su inocencia tendría sitio en la plantilla) debido al código ético firmado por los equipos del UCI Pro Tour. Tras la vista del 12 de octubre, el 22 de diciembre de 2006 el Tribunal Arbitral del Deporte confirmó la sentencia de dos años de inhabilitación para el corredor (hasta el 28 de septiembre de 2007), declarando que a pesar de admitir la versión de los hechos presentada por Aitor González, consideraban que el ciclista actuó "con negligencia al consumir un producto dudoso, prescrito por un médico ocasional y comprado en un gimnasio", afirmando asimismo que no podía "ignorar los riesgos" ligados a este consumo y debería "haber tenido en cuenta las advertencias de las autoridades deportivas en estos casos". al haberse confirmado la sentencia el corredor no podría correr hasta el 28 de septiembre de 2007, La sentencia del TAS ocasionó su retirada, tras haberse gastado 120.000 euros en su defensa.

### Tras la retirada
A primeros de 2008 fue detenido por agredir a dos empleados de una inmobiliaria.

Con anterioridad, en 2007, fue detenido también por conducir bajo los efectos del alcohol y la cocaína.

Nuevamente el 14 de agosto de 2011, vuelve a resultar detenido en el marco de una operación coordinada por la policía nacional de León, por presunto delito de estafa inmobiliaria.

El 25 de octubre de 2016 fue detenido por intentar robar en una tienda de telefonía móvil en Alicante.

## Palmarés
| 2000 - 1 etapa de la Vuelta al Algarve - 1 etapa del Tour de Limousin 2001 - Vuelta a Murcia, más 1 etapa 2002 - 2 etapas del Giro de Italia - Vuelta a España , más 3 etapas | 2003 - Giro Reggio Calabria, más 1 etapa - 1 etapa del Giro de Italia 2004 - 1 etapa del Tour de Francia 2005 - Vuelta a Suiza, más 1 etapa |

## Resultados en Grandes Vueltas y Campeonatos del Mundo
Durante su carrera deportiva consiguió los siguientes puestos en las Grandes Vueltas y Campeonatos Mundiales:
| Carrera              | Carrera              | 1998 | 1999 | 2000 | 2001 | 2002 | 2003 | 2004 | 2005 |
| -------------------- | -------------------- | ---- | ---- | ---- | ---- | ---- | ---- | ---- | ---- |
|                      | Giro de Italia       | —    | —    | —    | —    | 6.º  | 19.º | —    | Ab.  |
|                      | Tour de Francia      | —    | —    | —    | Ab.  | —    | Ab.  | 45.º | —    |
|                      | Vuelta a España      | —    | —    | —    | —    | 1.º  | Ab.  | Ab.  | Ab.  |
| Mundial Contrarreloj | Mundial Contrarreloj | —    | —    | —    | —    | 7.º  | —    | —    | —    |

—: No participa

Ab.: Abandono

## Premios, reconocimientos y distinciones
- Mejor Deportista Profesional de 2002 en los Premios Deportivos Provinciales de la Diputación de Alicante[33]

## Equipos
- Kelme (1998-2002)
  - Kelme-Avianca (1998)
  - Kelme-Costa Blanca (1999-2002)
- Fassa Bortolo (2003-2004)
- Euskaltel-Euskadi (2005)